# کانینگا امبامبی
کانینگا امبامبی (انگلیسی: Kaninga Mbambi؛ زادهٔ ۶ نوامبر ۱۹۷۱) بازیکن زن بسکتبال اهل جمهوری دموکراتیک کنگو بود. وی در بازی‌های المپیک تابستانی ۱۹۹۶ شرکت کرده‌است.